# Dömitz
Dömitz is een gemeente in de Duitse deelstaat Mecklenburg-Voor-Pommeren, en maakt deel uit van de Landkreis Ludwigslust-Parchim.
Dömitz telt 2.990 inwoners. De stad heeft een jachthaven aan de Elde, die hier in de Elbe uitmondt.

## Indeling gemeente

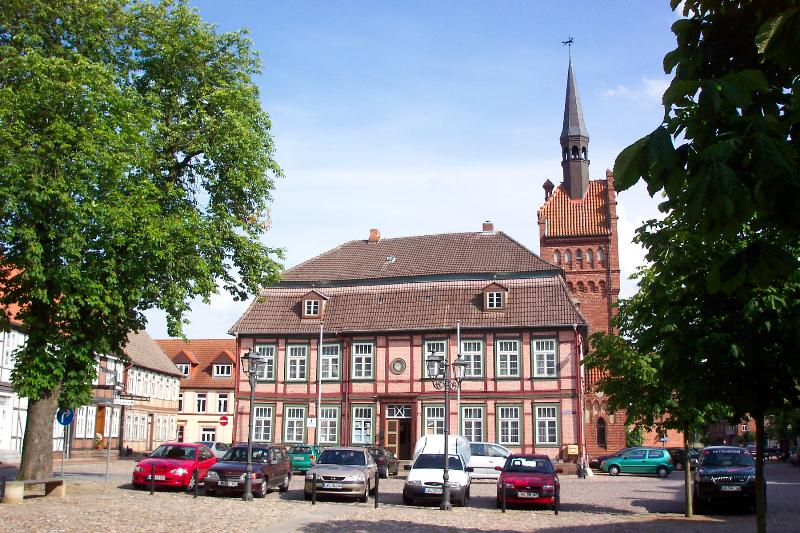
Gemeentehuis

De gemeente bestaat uit de volgende Ortsteile:
- De stad Dömitz
- Groß Schmölen, sinds 1-9-1973
- Heidhof, sinds 13-6-2004
- Klein Schmölen, sinds 1-7-1950
- Polz, sinds 13-6-2004
- Wendisch Wehningen / Rüterberg, sinds 13-6-2004

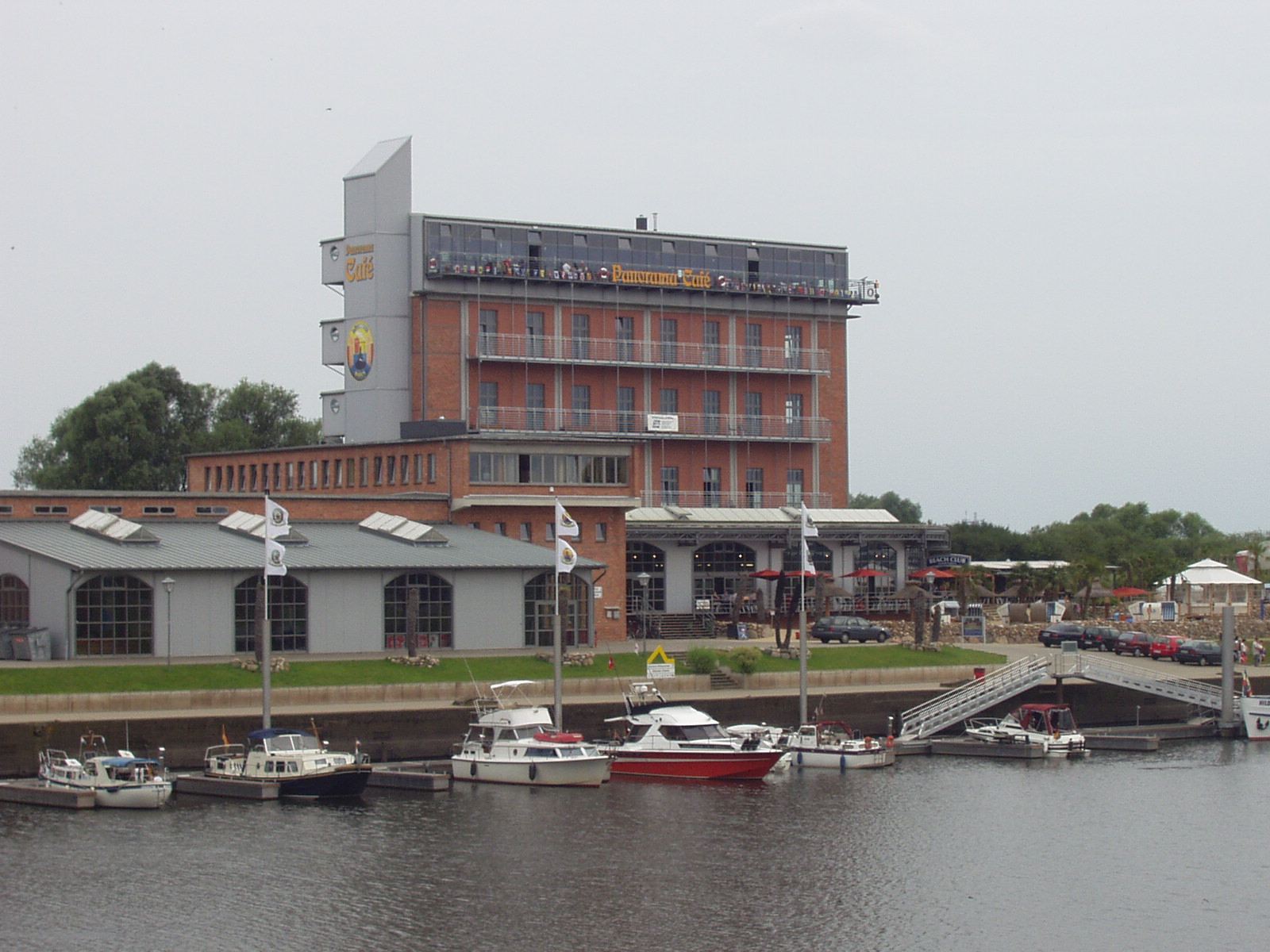
Jachthaven van Dömitz.

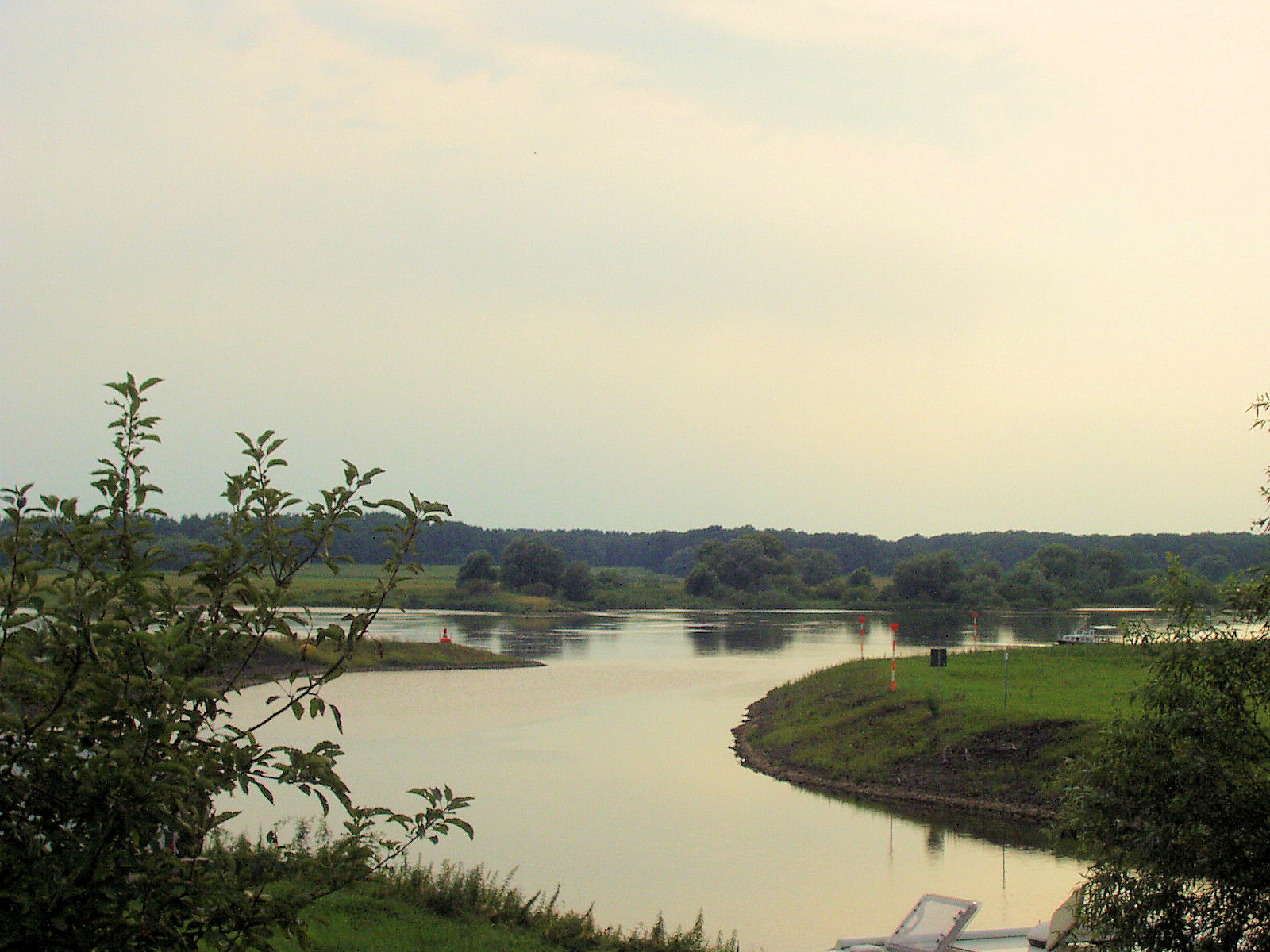
De Elde mondt uit in de Elbe bij Dömitz.